# Willibald Kreß

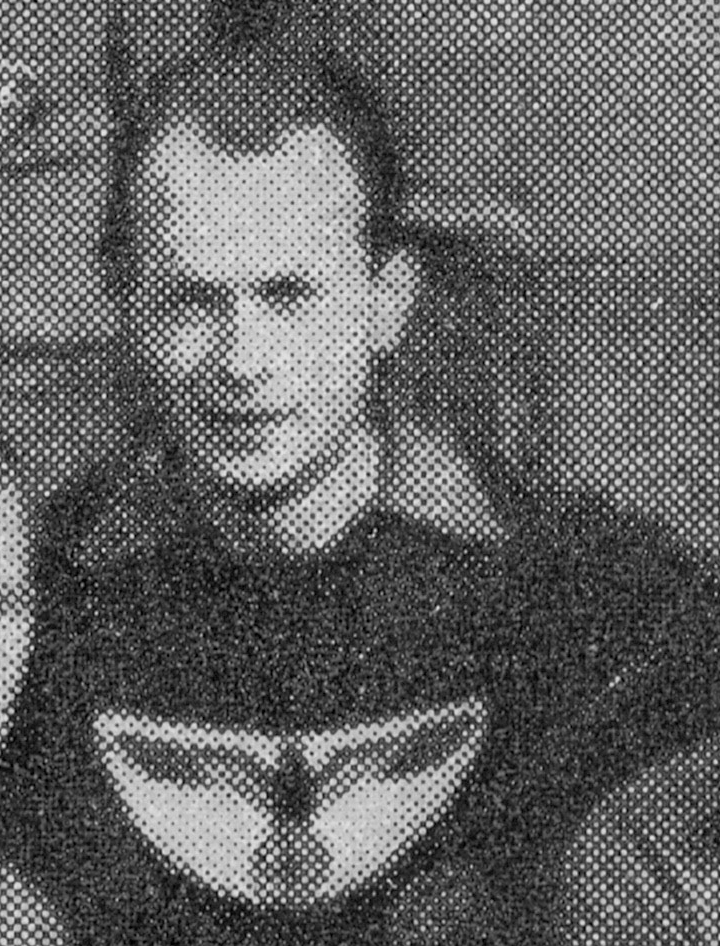
Kreß im Trikot des Dresdner SC

Wilhelm „Willibald“ Kreß (* 13. November 1906 in Frankfurt am Main; † 27. Januar 1989 in Gießen) war ein deutscher Fußballspieler und -trainer.
Als Torhüter spielte er zwischen 1922 und 1949 27 Jahre lang in den obersten deutschen Spielklassen. Er absolvierte von 1929 bis 1934 in der A-Nationalmannschaft 16 Länderspiele und nahm mit der DFB-Auswahl an der Weltmeisterschaft 1934 in Italien teil. Er galt zwischen den Weltkriegen als eine der schillerndsten Persönlichkeiten im deutschen Fußball und wurde oft in einem Atemzug mit dem Spanier Zamora, dem Österreicher Hiden und dem Italiener Combi, den ganz großen Torhütern dieser Jahre, genannt.

## Sportliche Laufbahn

### Vereinskarriere

#### Rot-Weiß Frankfurt
Die elterliche Wohnung des Knaben Willibald Kreß im Frankfurter Stadtteil Bockenheim lag direkt neben dem Platz des Fußballclubs Amicitia, einem der frühen Vereine des zu diesem Zeitpunkt noch jungen Fußballsports in Deutschland. Er entwickelte sich bald zu einem leidenschaftlichen Spieler; er hatte Bewegungstalent, Angriffsgeist und spielte in der Jugend am liebsten in der Position des Mittelstürmers. Bereits mit 15½ Jahren debütierte er in der Seniorenmannschaft des am 26. August 1919 aus einer Fusion von Amicitia und Germania Bockenheim entstandenen VfR 1901 Frankfurt. Der VfR zählte in den Jahren nach dem Ersten Weltkrieg zu den besseren Vereinen im Rhein-Main-Gebiet und belegte 1921/22 im Kreis Nordmain hinter Eintracht Frankfurt, FSV Frankfurt und dem FC Hanau 93 den vierten Rang. Sein Talent führte zu Berufungen in die Frankfurter Stadtauswahl, wo er mit den Stars der Eintracht (Hans Bechtold, Walter Dietrich, Willi Pfeiffer, Willy Trumpp) und des FSV (Robert Pache, Arno Strehlke, Jean-Louis Bretteville) gemeinsam auf dem Platz stand.
Nach der Fusion des VfR 1901 mit dem FC Helvetia Bockenheim 1926 zum SC Rot-Weiß konnte der samstags in der Reserve als Mittelstürmer auf Torjagd gehende und sonntags als Torverhinderer in der Ersten von Rot-Weiß auftretende Keeper über die Grenzen Frankfurts hinaus auf sich aufmerksam machen.
In den Spielzeiten 1929/30 und 1930/31 erreichte Rot-Weiss Platz 2 in der Bezirksliga Main, jeweils hinter Eintracht Frankfurt, und zog in die Endrunde um die Süddeutsche Meisterschaft ein.

#### FC Mulhouse
1932 kam Ungemach, als Rot-Weiss Frankfurt und mehrere seiner Spieler bei Verstößen gegen das Amateurstatut überführt wurden.
Über den Hintergrund dieser Affäre kursieren zwei Versionen: Nach der einen sollen er und seine Mitspieler bei Rot-Weiß Frankfurt für eine höhere Aufwandsentschädigung gestreikt haben; nach der anderen hatte sein Verein sich verpflichtet, bei Freundschaftsspielen mit Kreß anzutreten, und musste, nachdem der wegen einer Diphtherie nicht mit auflaufen konnte, an den gegnerischen Klub 1.000 RM Vertragsstrafe bezahlen, was der DFB – nicht ganz unlogisch – so interpretierte, dass Rot-Weiss normalerweise mindestens 1.000 RM Antrittsprämie bekommen und einen Teil davon verbotenerweise an seine Spieler weitergegeben hätte.
Einstweilen versuchten Kreß, sein Schwager Anton Engelhardt und Fritz Engel, zwei weitere Leistungsträger der Hessen, ihre Profikarriere beim Elsässer Meister FC Mulhouse in Frankreich fortzusetzen. Dort bereitete der Österreicher Ferdinand Swatosch – der sich selbst wenige Jahre zuvor bei der Kölner SpVgg Sülz 07 gegen die deutschen Amateurbestimmungen versündigte und gesperrt wurde – die Mannschaft auf die erste Saison der professionellen Ära in Frankreich vor.
Am 13. August 1932 waren die drei dabei, als die Profimannschaft des FC Mulhouse mit einem 2:2-Sieg gegen eine Auswahl aus dem badischen Freiburg ihren Einstand gab. Am 6. August folgte ein 8:0-Sieg gegen den deutschen Zweitligisten FV Lörrach und am 20. August ein 5:2 gegen AS Straßburg. Am 27. August 1932 spielte Kreß zusammen mit Engel und Engelhardt in einem Freundschaftsspiel gegen den FC Sochaux, das 3:3 endete. Vor dem ersten Ligaspiel der Saison am 12. September verweigerte der DFB endgültig die Freigabe der deutschen Profis. Willibald Kreß' Posten im Tor wurde durch den vom FC Barcelona gekommenen ungarischen Stareinser Ferenc Plattkó eingenommen, der im November auch Ferdl Swatosch als Spielertrainer ablösen sollte, der aber den Abstieg der Mülhauser nicht zu verhindern vermochte.
Ende September sprach der DFB sein Urteil in der Angelegenheit. Der Vereinspräsident von Rot-Weiss Frankfurt Paul Hahn wurde auf Lebenszeit gesperrt, zwei weitere Funktionäre auf eine schwarze Liste gesetzt. Willi Rutz wurde für drei Jahre, Fritz Engel für zwei Jahre gesperrt. Willibald Kreß und Anton Engelhardt kamen mit eineinhalb Jahren davon und Karl Strehle und Richard Scholz traf es mit achtmonatigen Sperren nur relativ glimpflich.
Die drei Deutschen kamen am 5. Oktober noch einmal bei einem 1:1 in einem Privatspiel beim FC Young Fellows Zürich zum Einsatz.
Kreß fand auf Vermittlung des auch mit den Amateurbestimmungen in Konflikt geratenen Nationalspielers Richard Hofmann beim Dresdner SC eine neue Wirkungsstätte. Fritz Engel setzte seine Profikarriere bei den Grasshopper Club Zürich fort, ehe er nach Brasilien weiterzog und dort indirekt nachhaltigen Einfluss auf den dortigen Fußball ausüben sollte. Der weitere Weg von Anton Engelhardt bleibt zu eruieren. Möglicherweise fand er bei SV Darmstadt 98 eine neue Bleibe.

#### Dresdner SC
Nach seiner frühen Begnadigung debütierte er für seinen neuen Verein am 20. Juli 1933 bei einem 4:1-Sieg vor 20.000 Zusehern in einem "Gesellschaftsspiel", wie man weiland mancherorts freundschaftliche Fußballwettkämpfe zu nennen pflegte, in Dresden gegen den amtierenden Deutschen Meister Fortuna Düsseldorf. Er spielte nun für einen Verein, der in den nächsten Jahren in der Gauliga Sachsen sechs Mal die Meisterschaft gewann (1934, 1939, 1940, 1941, 1943, 1944), in den Endrunden fünf Mal in das Halbfinale einzog und 1943 und 1944 als Krönung die Deutsche Meisterschaft nach Dresden holen konnte. Daneben triumphierte der DSC mit Torhüter Kreß auch noch zweimal 1940 und 1941 im Tschammerpokal. Gleich in seiner ersten Runde in Dresden, 1933/34, setzte sich der „schöne Willibald“ – wegen seines guten Aussehens und seiner eleganten Spielweise war er über die Fußballwelt hinaus so bekannt –, mit seinen Mitspielern Walter Kreisch, Kurt Stössel, Georg Köhler, Rudolf Berthold, Karl Schlösser, Richard Hofmann, Helmut Schön, Friedrich Müller und August Sackenheim in der Gauliga Sachsen nach spannendem Kampf gegen den punktgleichen VfB Leipzig knapp durch und gewann die Meisterschaft. In der Endrunde um die deutsche Meisterschaft hatte Kreß mit seinen Mannschaftskameraden zwar das Hinspiel am 22. April beim härtesten Rivalen 1. FC Nürnberg mit 2:1 Toren für sich entschieden, verloren aber am letzten Gruppenspieltag, den 13. Mai, das Heimspiel gegen den „Club“ vor 46.000 Zuschauern mit 0:1 Toren und büßten somit den Zweipunktevorsprung ein. Nürnberg zog punktgleich, über den Torquotientenvergleich, anstelle von Dresden in das Halbfinale ein. Die Leistungen von Kreß hatten aber Reichstrainer Otto Nerz überzeugt und so kehrte Kreß wieder in die Nationalmannschaft zurück. Nach knapp zweijähriger Pause feierte der Ex-Frankfurter am 14. Januar 1934 in seiner Heimatstadt beim 3:1-Erfolg gegen Ungarn sein Comeback in der DFB-Auswahl und gehörte auch kurz nach der Endrunde um die deutsche Meisterschaft (April/Mai 1934) dem Aufgebot für die Weltmeisterschaft 1934 in Italien (Mai/Juni 1934) an. Kreß ragte zusammen mit Richard Hofmann und Helmut Schön noch aus der exzellent besetzten Meistermannschaft des Dresdner SC heraus und gilt bis heute (2011) als der beste Torhüter in der Geschichte der „Mohnroten“ aus dem Ostragehege. Er absolvierte von 1934 bis 1944 für den DSC 39 Endrundenspiele und hat damit in nur zwei Spielen – 1944, kriegsbedingt gegen Germania Königshütte und Borussia Fulda – in elf Runden gefehlt. Den „Beherrscher des Strafraums“ zeichnete auch Disziplin, Leistungswille, Zuverlässigkeit und jahrzehntelanges konsequentes Training zum Gelingen seiner langen Spielerlaufbahn aus.
Helmut Schön, Mitspieler von Willibald Kreß beim DSC und späterer Bundestrainer, beschreibt seine Torhüter-Qualitäten so:

„Er war keiner, der auf der Torlinie klebte, sondern im wahrsten Sinne des Wortes der Beherrscher des Strafraums. Ihn zeichnete ein untrügliches Gespür dafür aus, die Entwicklung von Torszenen zu erahnen, um sie dann durch ein sicheres und entschlossenes Eingreifen rechtzeitig zu unterbinden. Willibald verstand sich in seiner Torwart-Rolle praktisch als elfter Feldspieler.“

Am 24. Juni 1937 beantragte Kreß die Aufnahme in die NSDAP und wurde rückwirkend zum 1. Mai desselben Jahres aufgenommen (Mitgliedsnummer 4.954.121). Im Zweiten Weltkrieg war Kreß bei der Bewachungs-Abteilung für V-Raketen in Schneidemühl, nördlich von Posen gelegen, stationiert.

#### FSV Frankfurt
Kurz vor Ende des Zweiten Weltkrieges geriet er in Kriegsgefangenschaft, kehrte aber bereits im Juli 1945 in seine Heimatstadt Frankfurt zurück. Dort schloss sich der mittlerweile 38-Jährige dem FSV Frankfurt an, der im Spätjahr den Spielbetrieb in der neu gegründeten Oberliga Süd wieder aufnahm. In der zweiten „Mammut“-Runde 1947/48 mit 20 Klubs in der Oberliga Süd bestritt der 41-jährige Torhüterveteran 37 von 38 Ligaspielen und verwandelte dabei auch noch am 28. September und 19. Oktober 1947 bei den Spielen gegen Schwaben Augsburg beziehungsweise Stuttgarter Kickers je einen Elfmeter. Er belegte mit der Mannschaft vom Bornheimer Hang den siebten Rang, die städtischen Lokalrivalen Eintracht Frankfurt (10. Platz) und Rot-Weiß (18. Platz) sowie Kickers Offenbach (9. Platz) wurden auf die Plätze verwiesen. In der Offensive ragte Richard Herrmann mit 20 Treffern heraus, in der Defensive dirigierte der erfahrene Torhüter die Mitspieler Wilhelm Lautz, Otto Dehm, Philipp Nold und Heinrich Dietsch. Insgesamt absolvierte er von 1945 bis 1949 für den FSV 93 Oberligaspiele. Sein letzter Ligaeinsatz datiert vom 15. Mai 1949, beim 2:0-Heimerfolg gegen den VfB Stuttgart. Damit dauerte die Spielerkarriere im Leistungsbereich des wegen seiner „lockeren, unaufgeregten Art bei Publikum wie Mitspielern ungemein geschätzten Gentleman des Fußballs“, über die ungewöhnliche Spanne von 27 Jahren an.

### Auswahleinsätze
Nachdem er sich über die Grenzen Frankfurts hinaus einen Ruf erarbeitet hatte, bekam er Einladungen von Reichstrainer Otto Nerz und traf so erstmals mit seinem großen Vorbild Heiner Stuhlfauth zusammen. Zu seiner Karriere in der Nationalmannschaft – Kreß debütierte unter Nerz am 10. Februar 1929 in der DFB-Auswahl – trug auch die weit bessere Rolle mit Rot-Weiß im Main-Bezirk bei. In den Runden 1929/30 und 1930/31 – aus Stuttgart war der Stürmer Willi Rutz als Verstärkung in der Offensive gekommen – qualifizierte man sich für die Endrunde um die süddeutsche Meisterschaft. Als Torhütertalent von RW Frankfurt wurde Kreß auch in die süddeutsche Auswahl berufen. Am 28. Oktober 1928 beim 5:1-Erfolg gegen Südostdeutschland debütierte er im Wettbewerb des Bundespokals. Er vertrat gemeinsam mit den Eintracht-Spielern Franz Schütz, Bruno Goldammer und Fritz Schaller, sowie Josef Brück und Georg Knöpfle vom FSV, die Frankfurter Schule. Am Torwartspiel von Kreß wurde sein ausgezeichnetes Stellungsspiel – er vermied deshalb tunlichst „Bodenberührungen“ –, seine sichere Arbeit mit den Händen und die Beherrschung des Strafraumes besonders gelobt.
Noch als Aktiver von Rot-Weiss Frankfurt gewann Kreß in der Saison 1930/31 mit Süddeutschland den Bundespokal. Am 19. April 1931 setzte sich der Süden in Dresden gegen Mitteldeutschland mit 4:3 Toren nach Verlängerung durch. In der Nationalmannschaft war er spätestens nach seiner Weltklasseleistung am 10. Mai 1930 in Berlin beim 3:3-Remis gegen England – drei Toren von Richard Hofmann –, die Nummer eins im Tor. Dem Torhüter wurde beim Englandspiel zugeschrieben, "immer wieder der Turm in der Schlacht gewesen zu sein" und "immer wieder erntete er brausenden Beifall für seine Art, sich in 'wundervoller Schräglage' dem Leder entgegen zu strecken". Dazu beigetragen hatte aber auch, dass Heiner Stuhlfauth nach seinem 21. Länderspieleinsatz am 2. März 1930 seine internationale Karriere beendet hatte. Obwohl hin und wieder einmal ein anderer Keeper getestet wurde, blieb der Frankfurter absolut unumstritten. Sein Regensburger Rivale Hans Jakob beschrieb das Torhüterspiel von Kreß mit folgenden Worten:

„Als ich Willibald Kreß zum ersten Male spielen sah, wusste ich, dass ich so schnell keine Chance, in die Nationalelf aufzurücken, haben würde. Sein elegantes Spiel, seine Stellungskunst, sein Leiten aller Vorderspieler mussten begeistern.“

Seine Serie hielt bis zu seinem 12. Länderspiel am 6. März 1932 in Leipzig gegen die Schweiz an. Eine DFB-Sperre wegen verbotenen „Berufsspielertums“ führte zu einer fast zweijährigen Pause im DFB-Team. Erst im unmittelbaren WM-Vorfeld, am 14. Januar 1934, fand er wieder Gnade beim Verband. Ausgerechnet in seiner Heimatstadt Frankfurt kehrte er beim Länderspiel gegen Ungarn in die Auswahl von Trainer Nerz zurück. Im letzten Spiel vor der WM-Qualifikation gegen Luxemburg überzeugte der DSC-Torhüter ebenso wie die zwei Debütanten im Angriff, Edmund Conen und Rudolf Noack, beim 3:1-Erfolg im 99. Länderspiel in der DFB-Geschichte. Mit Kreß und Hans Jakob gehörten dem 18-köpfigen WM-Aufgebot zwei Torhüter an, Fritz Buchloh stand auf Abruf bereit.
Im Vorrundenspiel am 27. Mai in Florenz gegen Belgien (5:2) und im Zwischenrundenspiel am 31. Mai in Mailand gegen Schweden (2:1) vertraute Otto Nerz auf den Dresdner Torhüter. Ausgerechnet im Halbfinalspiel am 3. Juni in Rom gegen die Tschechoslowakei zeigte er aber ungewohnte Schwächen und trug die Mitschuld an zwei Gegentreffern. Angreifer Oldřich Nejedlý erzielte alle drei Tore zum 3:1-Erfolg der Tschechoslowakei. Der verärgerte Nerz ersetzte bereits vier Tage später beim Spiel um Platz 3 Kreß durch Jakob und gewährte ihm auch in den Jahren danach keine erneute Chance zur Rückkehr in die DFB-Auswahl. Nach 16 Länderspielen war seine Nationalmannschaftskarriere beendet.
Sportliche Erfolge feierte der Keeper des Dresdner SC dagegen noch über mehrere Jahre mit Sachsen im Reichsbundpokal und mit dem Dresdner SC in Meisterschaft und im Pokal. Den ersten Finalerfolg mit Sachsen erlebte er 1936 beim 9:0-Sieg im Wiederholungsspiel des Finals am 24. Mai gegen den Südwesten. In der Serie 1940/41, als er am 7. September mit seinen Mannschaftskameraden in Chemnitz mit 2:0 Toren das Endspiel gegen Bayern gewinnen konnte, folgte der zweite Titelgewinn. Als Erfolge muss man aber auch den Einzug mit der sächsischen Gauauswahl in die zwei verlorenen Finals in den Jahren 1937 (1:2) gegen den Niederrhein und 1940 (1:3) gegen Bayern zählen. Insgesamt absolvierte Kreß von 1933 bis 1942 für Sachsen in den Gau-Auswahl-Wettbewerben 28 Pflichtspiele. Insgesamt bestritt er für Sachsen 42 Repräsentativspiele. Nimmt man noch seine Titelgewinne mit dem DSC in den Jahren 1943 und 1944 (deutsche Meisterschaft) und 1940 und 1941 im Tschammerpokal hinzu, so ist seine permanente Nichtberücksichtigung in der Nationalmannschaft nach der Fußball-Weltmeisterschaft 1934 in Italien, unter sportlichen Gesichtspunkten, nicht nachvollziehbar.

## Trainerlaufbahn
Nachdem Kreß bereits während seiner letzten Jahre als aktiver Spieler beim FSV zeitweise auch als Spielertrainer beim Süd-Oberligisten eingesprungen war, absolvierte der Ex-Nationalspieler zum Ende seiner aktiven Laufbahn 1949 erfolgreich zusammen mit Georg Gawliczek, Kuno Klötzer, Helmut Kronsbein und Martin Wilke den 2. Lehrgang zum Fußball-Lehrer an der Deutschen Sporthochschule Köln unter Kursleiter Sepp Herberger. Er wurde mit Beginn des Jahres 1950 erster Verbandstrainer des hessischen Fußballverbandes. Kreß sprang dann Ende September 1952 – nach der unglücklichen 1:3-Niederlage im 100. Stadtderby gegen die Eintracht war FSV-Trainer Julius Turnauer entlassen worden – als Trainer beim FSV Frankfurt ein. Der Süd-Oberligist FSV, den Kreß bis zum Ende der Spielzeit 1955/56 betreute, kam in diesen Jahren allerdings nicht mehr über einen Mittelfeldplatz hinaus. Weitere Stationen waren Wormatia Worms von 1957 bis 1959 in der Oberliga Südwest und der Wuppertaler SV von März 1959 bis Juni 1961 in der 2. Liga West. Kreß verlegte schließlich 1961 seinen Lebensmittelpunkt nach Gießen in Mittelhessen und trainierte dort den VfB von 1900, mit dem ihm 1963 der Aufstieg in die 1. Amateurliga Hessen und 1964 der Gewinn des Hessenpokals gelang. Im hessischen Amateurbereich war er noch als Trainer bei Eintracht Wetzlar und Eintracht Lollar tätig. Bis ins hohe Alter gehörte er den Fortbildungsveranstaltungen des Bundes Deutscher Fußball-Lehrer an.
Seine letzten Lebensjahre – er hatte auch durch gesundheitliche Probleme wenig an seiner positiven Einstellung zum Leben verloren – verbrachte er in einem Gießener Altersheim. Willibald Kreß starb am 27. Januar 1989 nach einem Schlaganfall.